# 平戸市立大島小学校
平戸市立大島小学校（ひらどしりつ おおしましょうがっこう、Hirado City Oshima Elementary School）は、長崎県平戸市大島村前平（的山大島）にある公立小学校。

## 概要
歴史
1874年（明治7年）に開校した「大島小学校」と、翌1875年（明治8年）に開校した「的山小学校」を前身とする。2009年（平成21年）に創立135周年を迎えた。
校章
大島小学校の「大」と「小」の文字を組み合わせている。「大」の文字が「小」の文字を囲んでいる。
校歌
作詞は市瀬正生、作曲は伊藤英一による。歌詞は3番まであり、各番とも「われら大島 われら大島小学校」で終わる。
校区
的山大島全域。中学校区は平戸市立大島中学校。

## 沿革
- 1874年（明治7年）9月 - 神浦の法隆寺に「大島小学校」が開校。
- 1875年（明治8年）9月 - 的山[1]の寺の下に「的山小学校」が開校。
- 1932年（昭和7年）4月 - 的山尋常高等小学校を「大島尋常高等小学校」に統合。
- 1933年（昭和8年）7月 - 現在地に新校舎が完成し、移転。
- 1935年（昭和10年）4月1日 - 青年学校令により、「大島青年学校」を附設。
- 1941年（昭和16年）4月1日 - 国民学校令により、「大島村国民学校」に改称。尋常科を初等科に改称。
- 1947年（昭和22年）4月1日 - 学制改革（六・三制の実施）
  - 旧・国民学校の初等科を改組し、「大島村立大島小学校」とする。
  - 旧・国民学校の高等科を改組し、大島村立大島中学校（新制中学校）とし、小学校に併設。
- 1952年（昭和27年）3月31日 - 中学校の新校舎が完成し、併設を解消。
- 1959年（昭和34年）11月 - 的山分校を設置。
- 1961年（昭和36年）1月 - 鼓笛隊が発足。
- 1963年（昭和38年）5月 - スクールボートが就航。
- 1973年（昭和48年）3月 - 給食センターが完成し、完全給食を開始。
- 1976年（昭和51年）10月 - 創立100周年記念観察池が完成。
- 1977年（昭和52年）
  - 3月 - 気象観測感謝状が贈呈。
  - 9月 - スクールバスの運行を開始。
- 1983年（昭和58年）2月 - 新校舎が完成。
- 1984年（昭和59年）
  - 3月 - 体育館、正門、百周年記念碑が完成。
  - 3月31日 - 的山分校を廃止。
  - 4月 - 在籍児童数が最大の929名となる。
- 1985年（昭和60年）
  - 4月 - 給食センターが新築完成。
  - 11月 - プールが完成。
- 1986年（昭和61年）9月 - 運動場を整備。
- 1994年（平成6年）8月 - 学校園、学級園が完成。
- 1995年（平成7年）5月 - 大島中学校との合同運動会を開始。
- 1997年（平成9年）
  - 3月 - 運動場にロッククライミングの遊具を設置。
  - 8月 - 校門前に交通信号が設置。
- 2001年（平成13年）8月 - 運動場を改修。
- 2003年（平成15年）
  - 2月 - 全国大島リンク子供サミットを開催。
  - 8月 - パソコン教室を設置。
- 2004年（平成16年）
  - 6月 - 運動場にジャングルジム、滑り台、登り棒を設置。
  - 7月 - 校舎裏にふれあい広場が完成。
- 2005年（平成17年）10月1日 - 市町村合併により、「平戸市立大島小学校」（現校名）に改称。
- 2007年（平成19年）3月 - 運動場の遊具移設工事を実施。
- 2009年（平成21年）12月 - 地上デジタル波テレビを設置。
- 2010年（平成22年）1月 - 図書室バーコードシステム運用を開始。

## 学校行事
3学期制
1学期
- 4月 - 着任式、始業式、入学式、体位測定、地区児童会、避難訓練、歓迎集会・遠足、PTA総会、交通安全教室
- 5月 - 小中合同ふれあい運動会、家庭訪問、4年社会科見学、体力テスト
- 6月 - プール清掃、プール開き、5年宿泊体験学習
- 7月 - 授業参観・懇談会、七夕集会、地区懇談会、自転車教室、終業式、水泳教室
- 8月 - 全校登校日（9日、長崎原爆の日）

2学期
- 9月 - 始業式、水泳参観・懇談会、3年社会見学、6年修学旅行、海の子常会、交通安全パレード
- 10月 - 陸上競技大会、学習発表会、秋の遠足
- 11月 - 体重測定
- 12月 - 人権集会、掃除強化月間、終業式

3学期
- 1月 - 始業式、避難訓練、小6対象中学校説明会
- 2月 - 新入学児童、保護者説明会
- 3月 - 地区児童会、お別れ集会、鼓笛隊移杖式、学校保健委員会、卒業式、修了式、離任式

## アクセス
島外から
平戸市が平戸港と的山大島の神浦港の間に「第二フェリー大島」を運航。
最寄りのバス停
- 大島村産業バス[3]　「学校前」バス停

最寄りの県道
- 長崎県道159号大根坂的山線

## 周辺
- 大島村保育所
- 平戸市立大島中学校
- 旧・長崎県立猶興館高等学校大島分校 - 2012年（平成24年）に閉校した。
- 平戸市立大島学校給食共同調理場
- 平戸市大島高齢者生活福祉センター
- NTT平戸大島交換所

## 参考資料
- 「大島村郷土誌」（1989年（平成元年）3月, 大島村教育委員会）

## 関連事項
- 長崎県小学校一覧
- 大島小学校 - 同名の小学校。